# Pál Pajzs
Pál Pajzs (ur. 27 kwietnia 1886 w Székesfehérvárze, zm. 6 września 1966 w Lugano) – szermierz (szablista i florecista) reprezentujący Królestwo Węgier, uczestnik letnich igrzysk olimpijskich w 1912 roku.